# Escudo de Vega de Liébana
El escudo de Vega de Liébana es uno de los símbolos del municipio español de Vega de Liébana en Cantabria, junto a su bandera. Dicho escudo queda organizado de la manera siguiente: escudo cortado: 1.º, de gules, dos torres de plata; 2.º, de oro, una rueda de aceña de azul. Va timbrado con la corona real española.
El escudo fue adoptado en sesión plenaria ordinaria celebrada por el ayuntamiento el día 15 de octubre de 1998 siendo autorizado por el Consejo de Gobierno de Cantabria el día 27 de marzo de 2000, previo informe favorable emitido por la Real Academia de la Historia el día 4 de febrero de 2000.